# История про Ричарда, Милорда и прекрасную Жар-птицу
«История про Ричарда, Милорда и прекрасную Жар-птицу» — российская криминальная комедия 1997 года. Одна из последних ролей Александра Демьяненко.

## Сюжет
Дмитрий Каменцев — руководитель детского театра. Однажды он находит кейс с миллионом долларов. Следуя своим, непонятным окружающим, внутренним убеждениям, Дмитрий объявляет о своей находке по телевидению и просит владельца кейса объявиться и забрать дипломат. Естественно, вскоре вокруг Дмитрия начинают крутиться жулики и проходимцы всех мастей, желающие прибрать миллион к своим рукам. Одна из банд идёт дальше всех: они внедряют в труппу Дмитрия своего человека — 14-летнего бандита Колю по кличке «Милорд».
Подросток оказывается весьма талантлив, и вскоре настолько втягивается в исполняемую им роль Ричарда, что начисто забывает и о кейсе, и о своей бывшей криминальной жизни…

## В ролях
- Михаил Вассербаум — Дмитрий Каменцев, руководитель театра
- Роман Дюдин — Коля Милорадов, «Милорд» (впервые на экране)
- Кира Крейлис-Петрова — бабушка Коли
- Анатолий Равикович — «Рублик»
- Александр Демьяненко — директор клуба
- Георгий Штиль — милиционер Попихайло
- Игорь Головин — «Капелла», главарь банды
- Анатолий Сливников — «Лихой»
- Мамука Кикалейшвили — торговец на рынке
- Юрий Гальцев — первый покупатель флага
- Семён Стругачёв — второй покупатель флага
- Сергей Бызгу — Игорь
- Сергей Снежкин — эпизод (в начале фильма)

## Награды и номинации
- 1997 — приз на кинофестивале в Артеке
- 1997 — главный приз на детском кинофестивале в Котбусе (Германия)